# Gare d’Haybes
Gare d’Haybes vasútállomás Franciaországban, Haybes településen.

## Vasútvonalak
Az állomást az alábbi vasútvonalak érintik:
- Soissons-Givet-vasútvonal

## Kapcsolódó állomások
A vasútállomáshoz az alábbi állomások vannak a legközelebb:
- Gare de Fumay
- Gare de Fépin